# 東京混声合唱団
東京混声合唱団（とうきょうこんせいがっしょうだん、英語: The Philharmonic Chorus of Tokyo、略称：東混（とうこん））は、日本のプロ合唱団である。1956年に、田中信昭をはじめとする東京藝術大学声楽科の卒業生20数名によって結成された。前身は、田中らが所属していた「アンサンブル研究会」である。
現在は一般財団法人合唱音楽振興会が運営するプロの音楽家による合唱団であり、東京都では第一生命ホールを、大阪府ではいずみホールを拠点に、年数回の定期演奏会を含む年200回の演奏会のほか、小学校・中学校での音楽教育活動、各種CM・番組出演、数年に1度の海外公演、合唱曲の作曲委嘱、その初演など、様々な音楽活動を行い、文化庁から日本を代表する芸術団体に認定されている。団員8名で編成される声楽アンサンブル東混ゾリステンとしても活動している。
創立者の田中信昭の意向により、日本の合唱曲の創作および普及に重心が置かれている。東混が委嘱した作品は200曲以上にのぼる。放送局や自治体などからの委嘱作品も数多く初演している。

## 略歴
- 1956年 - 東京藝術大学卒業式の晩に、第1回定期演奏会を開催。田中によると、演奏会の際に「東京混声合唱団」という名称がつけられた。
- 1959年 - 4夜にわたって「合唱の歴史連続演奏会」を行う。
- 1976年 - 創立20周年記念として、レコード7枚組『合唱音楽の領域－その新しい地平－』を発売。レコード・アカデミー賞を受賞。
- 1979年 - ASEAN5ヶ国で公演（指揮／宮本昭嘉）。
- 1980年 - 林光の「原爆小景」を歌い継ぐことを目的とした「八月のまつり」第1回演奏会（指揮／林光）を開催。
- 1987年 - アメリカツアーを行う（指揮／田中信昭）。
- 1997年 - 創立40周年記念としてスウェーデン、ベルギーで公演（指揮／松原千振）。
- 2000年 - エストニアとフィンランドで公演（指揮／松原千振）。
- 2002年 - カナダ公演（指揮／松原千振）。
- 2005年 - 定期演奏会が200回を超える。
- 2006年 - 創立50周年記念としてラトビア、エストニアで公演（指揮／松原千振）。
- 2007年 - サントリー音楽賞および中島健蔵音楽賞を受賞。
- 2010年 - フィンランド公演（指揮／松原千振）。
- 2016年 - 藤倉大がレジデントアーティストに就任。
- 2017年 - ロストロポーヴィッチ国際フェスティバルに参加（指揮／山田和樹）。
- 2019年 - 信長貴富がレジデントアーティストに就任。フランスとモナコで公演（指揮／山田和樹）。

## 所属指揮者
- 山田和樹（音楽監督・理事長）
- 田中信昭（桂冠指揮者）
- キハラ良尚（常任指揮者）
- 松原千振（正指揮者）
- 大谷研二（正指揮者）
- ヴォルフディーター・マウラー（首席客演指揮者）
- 水戸博之（Conductor in residence）
- 髙谷光信（指揮者）
- 山田茂（指揮者）

## 団員
ソプラノ
- 和田友子
- 奥山陽子
- 好田真理
- 松崎ささら(コンサートマスター)
- 岡田眞弥
- 大沢結衣
- 松尾明日香

アルト
- 依田素子
- 尾崎かをり
- 志村美土里
- 栗原苑子
- 小林祐美
- 小林音葉
- 小巻風香

テノール
- 尾崎修
- 小沼俊太郎
- 千葉弘樹
- 志村一繁
- 平野太一朗

バス
- 佐々木武彦
- 小林潤一
- 宮田圭一
- 伊藤浩
- 下西祐斗
- 牧山亮

## 主な演奏会開催ホール
- 第一生命ホール
- 東京芸術劇場
- 住友生命いずみホール
- 紀尾井ホール
- 東京文化会館
- サントリーホール
- カザルスホール
- 東京オペラシティ

## 主な初演作品
東京混声合唱団が委嘱した作品については公式サイトの「委嘱作品リスト」を参照。ここでは、それ以外のものを紹介する。
- 池辺晋一郎 - 交響詩「ひめじ」／すみだがわ
- 石井歓 - 室内オペラ「赤いローソクと人魚」／五つの学生の歌（早稲田大学グリークラブとの合同）
- 石井眞木 - 絞首台の歌
- 石桁眞禮生 - ごびらっふの独白
- 荻久保和明 - 組曲「季節へのまなざし」
- 梶浦由記 - 「salva nos」コーラス　/収録CD「FICTION」（名義は東京混声）
- 小林秀雄 - 壺
- 小山清茂 - 四つの仕事唄
- 権代敦彦 - MISSA（東京荒川少年少女合唱隊との合同）／詩篇130－深き淵より／Beyond the Light
- 佐藤眞 - 組曲「蔵王」／組曲「旅」／カンタータ「土の歌」
- マリー・シェーファー - Imagining Incense
- 柴田南雄 - 布瑠部由良由良／オペラ「山の力」
- 鈴木輝昭 - ヒュムノス
- 高橋裕 - 般若理趣交響曲
- 高田三郎 - わたしの願い／無声慟哭
- 多田武彦 - 信濃の民話による三つのバラード
- 丹波明 - 蜘蛛の糸
- 戸田邦雄 - オラトリオ神秘劇「信徒パウロ」
- 中田喜直 - 組曲「海の構図」／組曲「都会」
- 西村朗 - 青色廃園
- 萩原英彦 - 花さまざま（改訂版）
- 林光 - 太陽はのぼる／新原爆小景 あるいは平和の使徒たちのパレードと死者たちの歌／うつくしいのはげつようびのこども
- 久留智之 - 二つのからだ
- 福井文彦 - 空・道・河／動物園
- 別宮貞雄 - 万葉集による三つの歌（二期会合唱団との合同）
- 松下耕 - 組曲「風の夏」
- 松村禎三 - 煩悩の笛／最高峰／祖霊祈祷／飛天
- 真鍋理一郎 - 甘露門交響曲／火と雨の真言
- 間宮芳生 - オラトリオ「鵄」／オペラ「ニホンザル・スキトオリメ」／合唱のためのコンポジション第5番（ステージ初演）／五つのピエタ
- 三木稔 - 消え行く聖火（録音初演）
- 三善晃 - 放送詩劇「幸福な王子」／嫁ぐ娘に／五つの童画／赤き死の仮面II／言問わむ風に
- 山田泉 - 鎮魂 戦城南
- 山本直純 - 田園・わが愛
- 湯浅譲二 - 新木遣り・神田讃歌